# 混鳞蜥
混鳞蜥（学名：Pseudocalotes austeniana）一种分布于亚洲喜马拉雅山脉东部山区的蜥蜴，隶属于鬣蜥科（飞蜥科）拟树蜥属。本种发表时被归入鬃蜥属（Salea），之后又有学者将其单独列为一个属——杂鳞蜥属（Mictopholis）。通过形态数据，本种目前被划入拟树蜥属。

## 保护
本种于2023年被收录入《有重要生态、科学、社会价值的陆生野生动物名录》。